# 637 Chrysothemis
Chrysothemis (asteroide 637) é um asteroide da cintura principal com um diâmetro de 33,3 quilómetros, a 2,7363661 UA. Possui uma excentricidade de 0,1351702 e um período orbital de 2 055,71 dias (5,63 anos).
Chrysothemis tem uma velocidade orbital média de 16,74445351 km/s e uma inclinação de 0,28587º.
Esse asteróide foi descoberto em 11 de Março de 1907 por Joel Metcalf.